# Тер-Степаньян, Андраник Смбатович
Андрани́к Смба́тович Тер-Степанья́н (31 марта 1918 — 12 марта 1996) — российский конструктор ракетного оружия, Герой Социалистического Труда (1981).

## Биография
Андраник родился в Крыму, в городе Симферополе, в армянской семье рабочего-водовоза Минаса Баликьяна и его жены неграмотной домохозяйки Марьям. Был он шестым ребёнком. Семье жилось трудно. Это видел брат Марьям — Смбат Тер-Степаньян. У него с женой не было детей и он уговорил супругов Баликьян отдать ему Андраника. Оформил мальчика как приёмного сына, дав ему свою фамилию и отчество.
Приёмный отец работал учителем, он определил Андраника в русскую школу. Учиться мальчику нравилось, постигал азы наук легко и окончил школу с золотой медалью. Окончил МВТУ имени Н. Э. Баумана в 1941 году, но из-за начала Великой Отечественной войны не успел получить диплом и был направлен для работы на военный завод имени Ворошилова в Коломне, затем эвакуированный в Красноярск. Работал старшим технологом цеха, по окончании войны вернулся в МВТУ и в 1946 году защитил диплом.
В 1956 году стал ведущим конструктором по ПТРК «Шмель» — первому советскому противотанковому ракетному комплексу. На протяжении многих лет работал в Специальном конструкторском бюро в Коломне. Создатель противотанковых ракетных комплексов «Малютка», «Штурм-С», «Штурм-В», носимых зенитных ракетных комплексов «Стрела-2», «Стрела-3», «Игла-1», «Игла», тактических ракетных комплексов «Точка», «Точка-У», оперативно-тактического ракетного комплекса «Ока» (СС-23).
С 1988 года находился на пенсии. Умер 12 марта 1996 года, похоронен в г. Коломне.

## Награды
- Удостоен звания Героя Социалистического Труда (1981).
- Кавалер двух орденов Ленина, орденов Октябрьской Революции и Трудового Красного Знамени, медалей.
- Лауреат Ленинской (1976) и Государственной (1969) премий.